# پاتریکا
پاتریکا (به ایتالیایی: Patrica) یک کومونه در ایتالیا است که در استان فروزینونه واقع شده‌است. پاتریکا ۲۷ کیلومتر مربع مساحت و ۳٬۱۴۷ نفر جمعیت دارد و ۴۵۰ متر بالاتر از سطح دریا واقع شده‌است.